# خلدرلاند
خلدرلاند (به هلندی: Gelderland) (هلندی: [ˈɣɛldərlɑnt] ) یکی از استان‌های هلند است که در مرکز و شرق این کشور قرار دارد. مرکز این ایالت آرنهم است. نیمیخن و آپلدورن دو شهر دیگر پرجمعیت این استان‌اند. دیگر شهرهای این استان واخنینگن، هیده، زوتفن، دوتینخم، هاردرویک، ایپه، ویخن، تیل، و زیفنار هستند. خلدرلاند در سدهٔ یازدهم میلادی قسمتی از امپراتوری مقدس روم بود. باغ وحش سلطنتی بورگرز در شهر آرنهم در مرکز این استان واقع شده است. جنگل فلووه (Veluwe) نیز در این استان قرار دارد.

## منبع
1. ↑  مشارکت‌کنندگان ویکی‌پدیا. «Gelderland». در دانشنامهٔ ویکی‌پدیای انگلیسی، بازبینی‌شده در ۱۰ ژانویهٔ ۲۰۱۱.